# Mitaka++
Mitaka++（ミタカプラスプラス）とは、かつて日本の国立天文台4次元デジタル宇宙プロジェクトが開発していたオープンソースソフトウェア「Mitaka」を元に開発された、仮想宇宙空間シミュレーションソフトウェアである。元・国立天文台4次元デジタル宇宙プロジェクトに所属していた加藤恒彦（現・国立天文台所属）が、個人として開発・配布を行っている。
なお、現在4次元デジタル宇宙プロジェクトによるMitakaの開発は終了している。そして現在同プロジェクトの公式サイトで公開・配布されているMitakaは、Mitaka++のバージョンアップを反映する形式となっている。

## 歴史
- 2007年
  - 5月11日 - Mitakaの正式版が公開。ソースコードも公開され、オープンソースソフトウェアに。
  - 9月2日 - 最初のバージョン公開

## バージョン
| バージョン No. | リリース日     | 備考                                       |
| -------------- | -------------- | ------------------------------------------ |
| 1.0.0          | 2007年9月2日   | 公開開始                                   |
| 1.0.1          | 2007年10月13日 |                                            |
| 1.3.0          | 2009年3月12日  | 文字列情報をユニコード化、文字表示が綺麗に |
| 1.3.1          | 2009年7月14日  | 地上での日食の再現を追加                   |

## 参照
1. ↑  Tsunehiko Kato's Homepage